# Sempervivum annae
Sempervivum annae är en fetbladsväxtart som beskrevs av Gurgenidze. Sempervivum annae ingår i släktet taklökar, och familjen fetbladsväxter. Inga underarter finns listade i Catalogue of Life.